# 中国人民解放军联勤保障部队第九〇六医院
中国人民解放军联勤保障部队第九〇六医院，前称中国人民解放军第一一三医院，位于浙江省宁波市鄞州区中山东路377号，隶属无锡联勤保障中心。

## 简介
第九〇六医院的前身是中国人民解放军陆军第二十二军医院，1951年9月创建于浙江省定海县，1953年改称中国人民解放军华东军区第六野战医院，1954年9月改称中国人民解放军第十四预备医院，1956年5月改称中国人民解放军第一一三医院。1987年移驻浙江省宁波市。
中国人民解放军第四一二医院：1954年6月，以东北军区第十三医院第一分院及华东军区海军淞沪基地医院部分工作人员为基础，组建中国人民解放军海军宁波医院。同年9月，改称中国人民解放军第四一二医院，隶属华东军区海军后勤部建制领导，院址位于浙江省鄞县。1962年，划归中国人民解放军海军东海舰队后勤部建制领导，1985年11月改属中国人民解放军海军舟山基地（中国人民解放军37502部队）后勤部建制领导。2000年，第四一二医院并入第一一三医院。
2014年，经中国人民解放军总后勤部卫生部审核批准，第一一三医院生殖医学中心正式揭牌成立。
第一一三医院原先隶属中国人民解放军南京军区联勤部。2016年，在深化国防和军队改革中，由中国人民解放军南京军区联勤部转隶中国人民解放军东部战区海军后勤部。

## 历任领导
| 院长 …… - 王杰（？—？） - 范颂杰（？—？） - 张益明（？—？） - 王治权（？—） | 政治委员 …… - 徐学军（？—？） - 刘立伟（？—2015年） - 刘海波（2015年—？） - 杨军（？—） |